# Nordisches format
Nordisches format är ett tidningsformat med sidor som har sex spalter, till skillnad från normala fem. Vanliga format är 350–376 × 520–528 mm stora.

## Exempel på tidskrifter i nordisches format
- Berliner Zeitung
- Bild (376 × 528)
- Der Tagesspiegel (370 × 528)
- Die Welt (374 × 528)
- Die Zeit (374 × 528)
- Frankfurter Allgemeine Zeitung (371 × 528)
- Frankfurter Neue Presse (371 × 528)
- Hamburger Abendblatt (374 × 528)
- Junge Freiheit (350 × 520)
- Leipziger Volkszeitung (371 × 528)
- Süddeutsche Zeitung (371 × 528)